# Olton
Olton è un centro abitato degli Stati Uniti d'America situato nella contea di Lamb dello Stato del Texas.
La popolazione era di 2.215 persone al censimento del 2010.

## Geografia fisica
Olton è situata a 34°11′00″N 102°08′05″W (34.1834142 -102.1346258). Olton era founded in 1906.
Secondo lo United States Census Bureau, ha un'area totale di 1,4 miglia quadrate (3,6 km²).

## Società

### Evoluzione demografica
Secondo il censimento del 2000, c'erano 2.288 persone, 742 nuclei familiari e 571 famiglie residenti nella città. La densità di popolazione era di 1.683,8 persone per miglio quadrato (649,6/km²). C'erano 852 unità abitative a una densità media di 627,0 per miglio quadrato (241,9/km²). La composizione etnica della città era formata dal 66,56% di bianchi, il 2,01% di afroamericani, l'1,31% di nativi americani, lo 0,09% di asiatici, il 27,49% di altre razze, e il 2,53% di due o più etnie. Ispanici o latinos di qualunque razza erano il 64,51% della popolazione.
C'erano 742 nuclei familiari di cui il 42,3% aveva figli di età inferiore ai 18 anni, il 59,6% aveva coppie sposate conviventi, l'11,7% aveva un capofamiglia femmina senza marito, e 23.% erano non-famiglie. Il 20,9% di tutti i nuclei familiari erano individuali e l'11,3% aveva componenti con un'età di 65 anni o più che vivevano da soli. Il numero di componenti medio di un nucleo familiare era di 2,99 e quello di una famiglia era di 3,47.
La popolazione era composta dal 33,9% di persone sotto i 18 anni, il 7,6% di persone dai 18 ai 24 anni, il 23,3% di persone dai 25 ai 44 anni, il 18,7% di persone dai 45 ai 64 anni, e il 16,6% di persone di 65 anni o più. L'età media era di 32 anni. Per ogni 100 femmine c'erano 97,1 maschi. Per ogni 100 femmine dai 18 anni in giù, c'erano 84,2 maschi.
Il reddito medio di un nucleo familiare era di 24.010 dollari e quello di una famiglia era di 25.926 dollari. Men had a median income of 22.358 dollari versus 18.833 dollari for women. Il reddito pro capite era di 10.189 dollari. Circa il 21,4% delle famiglie e il 24,9% della popolazione erano sotto la soglia di povertà, incluso il 28,6% di persone sotto i 18 anni e il 21,8% di persone di 65 anni o più.